# Jonas Knudsen
Jonas Hjort Knudsen, född 16 september 1992, är en dansk fotbollsspelare. Han har spelat för det danska landslaget.

## Klubbkarriär
I november 2009 skrev Knudsen på sitt första A-lagskontrakt med Esbjerg fB. Den 28 mars 2010 debuterade Knudsen i Superligaen i en 4–0-förlust mot Randers FC, där han blev inbytt i den 69:e minuten mot Andreas Klarström.
Den 31 juli 2015 värvades Knudsen av Ipswich Town, där han skrev på ett treårskontrakt. Han blev genast ordinarie i laget och startade merparten av klubbens matcher de kommande säsongerna. Den 21 december 2017 valde Ipswich att utnyttja en option som förlängde Knudsens kontrakt till 2019.
Den 20 juni 2019 värvades Knudsen av Malmö FF, där han skrev på ett 4,5-årskontrakt. I juli 2021 råkade Knudsen ut för en knäskada, vilket gjorde att han missade resten av säsongen 2021.

## Landslagskarriär
Knudsen debuterade för Danmarks landslag den 28 maj 2014 i en 1–0-vinst över Sverige, där han blev inbytt i den 53:e minuten mot Jakob Ahlmann. Knudsen blev uttagen i Danmarks trupp till fotbolls-VM 2018, och spelade från start i åttondelsfinalen mot Kroatien, som vann matchen på straffar.

## Meriter
Esbjerg fB
- Danska cupen: 2012/2013
- 1. division: 2011/2012

Malmö FF
- Allsvenskan: 2020, 2021, 2023